# Condado de Elkhart
O Condado de Elkhart é um dos 92 condados do estado americano de Indiana. A sede do condado é Goshen, e sua maior cidade é Elkhart. O condado possui uma área de 1 212 km² (dos quais 10 km² estão cobertos por água), uma população de 182 791 habitantes, e uma densidade populacional de 152 hab/km² (segundo o censo nacional de 2000). O condado foi fundado em 1830.